# تپه کلخوران
تپه کلخوران مربوط به دوره اشکانیان است و در اردبیل، ۶ کیلومتری شمال شهر اردبیل، غرب جاده اردبیل به مغان واقع شده و این اثر در تاریخ ۲۷ بهمن ۱۳۸۷ با شمارهٔ ثبت ۲۴۷۱۱ به‌عنوان یکی از آثار ملی ایران به ثبت رسیده است.